# ATP Challenger Enugu
Der ATP Challenger Enugu (offiziell: Enugu Challenger) war ein Tennisturnier, das von 1986 bis 1987 zweimal in Enugu, Nigeria, stattfand. Es gehörte zur ATP Challenger Tour und wurde im Freien auf Hartplatz gespielt.

## Liste der Sieger

### Einzel
| Jahr | Sieger          | Finalgegner      | Ergebnis      |
| ---- | --------------- | ---------------- | ------------- |
| 1987 | Brett Dickinson | Tony Mmoh        | 2:6, 6:2, 6:4 |
| 1986 | Marcel Freeman  | Stanislav Birner | 3:6, 7:5, 6:0 |

### Doppel
| Jahr | Sieger                          | Finalgegner                   | Ergebnis      |
| ---- | ------------------------------- | ----------------------------- | ------------- |
| 1987 | Jorge Lozano Tim Pawsat         | Jeremy Bates Stanislav Birner | 6:1, 1:6, 6:2 |
| 1986 | Stanislav Birner Charles Strode | Brett Buffington Ted Erck     | 6:4, 7:6      |